# Phortica rhagolobos
Phortica rhagolobos är en tvåvingeart som beskrevs av Chen och Gao 2008. Phortica rhagolobos ingår i släktet Phortica och familjen daggflugor. Inga underarter finns listade i Catalogue of Life.